# Michel Antochiw Kolpa

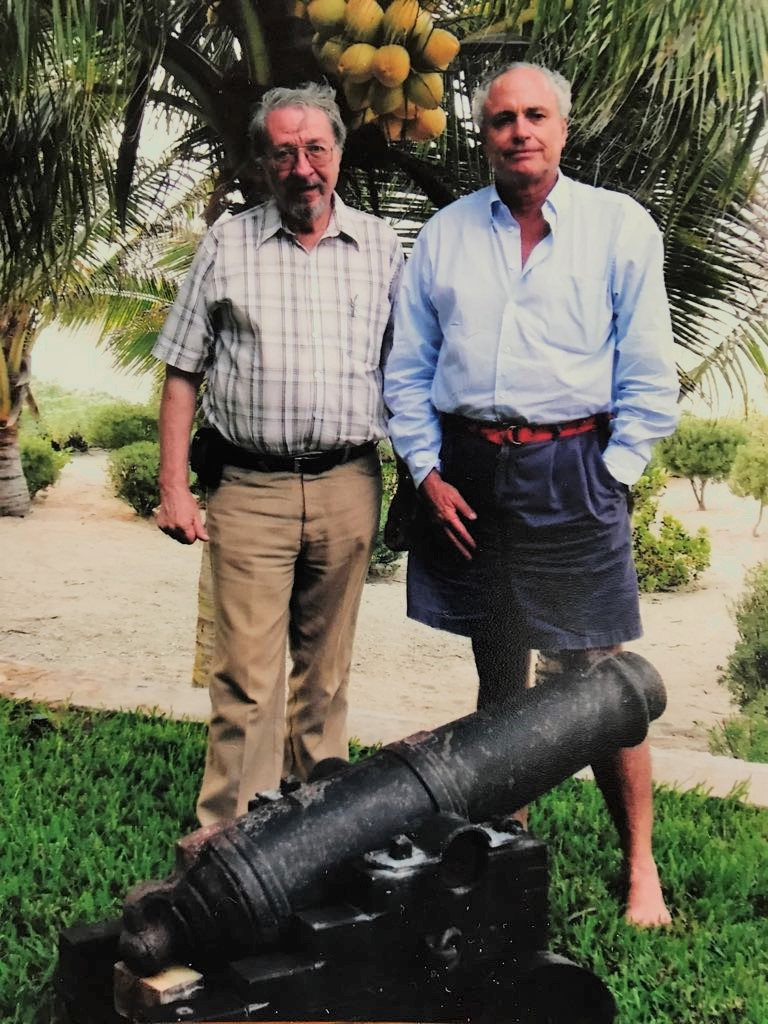
Michel Antochiw (izq), inspeccionando una pieza de artillería naval del siglo XVII con el propietario, Luis de Yturbe Redo, en el puerto de Chicxulub, Yucatán, México

Michel André Antochiw Kolpa (n. en Versalles, Yvelines, Francia, en 1940 - m. en Mérida, Yucatán, México, el 10 de febrero de 2014) fue un investigador, historiador y cartógrafo mexicano de origen francés. A los veinte años llegó a la Ciudad de México, residiendo después en Mérida, Yucatán, México, donde permaneció durante la mayor parte de su vida. Recibió la distinción del premio "Silvio Zavala" de Historia Colonial de América otorgado por el Instituto Panamericano de Geografía e Historia y fue recibido como Socio Activo de la Sociedad Mexicana de Geografía y Estadística.

## Datos biográficos
Michel Antochiw nació en Francia, donde realizó estudios de antropología y arqueología antes de llegar a México en el año de 1960 y empezar su tarea en torno y a través de la cultura, la historia y la cartografía mexicanas.
Fue autor de numerosas obras sobre la cartografía e historia de México y colaboró en la edición de varios libros en México y el extranjero sobre México y Yucatán. Se le considera un erudito en las materias.
Se desempeñó como profesor e investigador para distintas instituciones académicas en México, y se distinguió por su interés en la cultura mexicana, especialmente la cultura yaqui y maya. Colaboró en la edición de boletines y revistas y en la publicación de artículos de investigación y de divulgación tanto en México como en el extranjero.
Especializado en documentos antiguos, sus estudios sobre la historia cartográfica de Yucatán le hicieron merecedor del premio Silvio Zavala Vallado de Historia Colonial de América en 1994 otorgado por el Instituto Panamericano de Geografía e Historia, dependiente de la OEA. Sus años de trabajo le  permitieron reunir una importante biblioteca especializada en historia de México, con una gran sección sobre el estado de Yucatán.
Fue director de la revista Saastún, especializada en historia de Yucatán, publicada por la Universidad del Mayab, y de la revista Matakán, dedicada a la artillería y publicada en el estado de Campeche.
Coordinó en su fase culminatoria la más reciente edición de Yucatán en el tiempo, enciclopedia alfabética, que vio la luz en 1998 y que es un referente importante para la historia de Yucatán en México.
Entre sus más recientes obras se encuentran distintas publicaciones dedicadas también al estado de Campeche y su artillería.
Condujo un proyecto de investigación sobre artillería y fortalezas militares en América Latina.
El 21 de marzo de 2013 fue recibido en sesión solemne como socio activo de la Sociedad Mexicana de Geografía y Estadística, presentando como trabajo recepcional Ciriaco de Ceballos y el Atlas Marítimo de la América Septentrional
Fue integrante del Seminario de Historia Naval y Militar de la Universidad Nacional Autónoma de México.
Residió en la ciudad de Mérida, en Yucatán, México, donde falleció en febrero de 2014.

## Obra
Algunas de las obras de Michel Antochiw son:
- 1990: "Ensayo bibliográfico yucatanense: Hasta la introducción de la imprenta en esta Provincia en 1813"[5]
- 1991: "Historia de Cozumel" en colaboración con Alfredo A. César Dachary[6]
- 1992: "Catálogo cartográfico de Belice (1511-1589)"[7]
- "Mérida y su gente antes de la fotografía"[8]
- "El Picheta de nuestra historia." (1998) Gobierno del estado de Yucatán, Mérida, México.
- 1994: "Historia cartográfica de la península de Yucatán" (Galardonada con el premio "Silvio Zavala")[9]
- 1996: "Bibliografía yucateca de la lengua maya"[10]
- 2000: "México a través de los mapas" en colaboración con Héctor Mendoza Vargas[11]
- Tierras Mexicanas en colaboración con Louis Lejeune, Héctor Cuauhtémoc Hernández Silva y Rocío Alonzo[12]
- "Knopf Guide the Route of the Mayas" (En inglés)[13]
- 2007: "Las primeras fortificaciones de la villa y puerto de San Francisco de Campeche". Gobierno del Estado de Campeche, México ISBN 978-968-9324-14-0
- "Viajes a América de Nicolás Cardona entre 1613-1623". Centro de Estudios Históricos de la Universidad de Monterrey, México. ISBN 968-6858-18-0[14][15]
- Isla Bermeja: Cartografía Antigua.[16]
- La Isla Bermeja en los textos y la cartografía.[17]
- Título de la Ciudad y Escudo de Armas de San Francisco de Campeche 1714-1717.[18]
- Barcos y Corsarios Campechanos, El Despertar de la Marina Nacional.[19]
- La Artillería en España y América Durante el Período Virreinal.[19]
- Los Uniformes Militares del Periodo Virreinal. (Nueva España y Gobernación de Yucatán), 2010.[20]
- Corpus Urbanístico de Campeche en los archivos españoles (Mapas y Planos en la cartografía de Campeche).[21]
- Hechos de Yucatán, coedición (Rocío Alonzo).[22]
- Historia cartográfica del estado de Campeche, Instituto Campechano, 2012, ISBN 978-607-95965-0-7
- Historia general de la infantería de marina mexicana (la infantería de marina durante el periodo colonial en México), 2013, Secretaría de la Marina Nacional, ISBN 978-607-8148-028